# 東新潟港駅

新潟付近鉄道路線図

東新潟港駅（ひがしにいがたこうえき）は、新潟県新潟市東区臨港1丁目にある日本貨物鉄道（JR貨物）の貨物駅である。信越本線貨物支線の終着駅であるが、2002年6月1日より休止されている。

## 取扱貨物
- 臨時車扱貨物

## 駅概要
新潟港西港区にある地上駅。
現在は操車場が残されているのみである。かつては、昭和石油新潟製油所や駅東南にあった新潟鐵工所大山工場へ続く専用線があり、石油製品の発送や工場で製造された車両の搬出に使用されていたが、昭和石油新潟製油所の閉鎖及び新潟鐵工所大山工場の新潟東港地区への移転（新潟構機工場・現在の新潟トランシス本社事業所）に伴い1998年11月18日の発送をもって廃止された。当駅もその日以降、貨物列車の発着は無くなっている。
焼島 - 当駅間に存在した、国道113号線とクロスする踏切は、遮断棒や警報機設備が撤去され、軌道もアスファルトで埋められて事実上の廃止状態となっている。
1980年代までは昭和石油新潟製油所専用線や新潟鐵工所専用線のほか、新潟港臨港埠頭に張り巡らされていたリンコーコーポレーション専用線や食糧庁倉庫（新潟食糧事務所）専用線、新潟鐵工所専用線から分岐していたフジタ建材リース新潟工場専用線などが存在した。
当駅構内及び当駅に接続する専用線の入換作業は、1981年以降は新潟臨海鉄道が受託しており、同社は構内に機関庫を設け、機関車を常駐させていた。常駐する機関車は、JR貨物の本線路を走行する区間があることから、1989年以降、新潟臨海鉄道所有のままJR貨物に車籍編入されていた。
なお、撤去された線路のうち、新潟港臨港埠頭地区の敷地はのちに新潟みなとトンネルの山の下側出入り口部分の道路として活用されている。

## 歴史
- 1924年（大正13年）12月1日：新潟臨港（現在のリンコーコーポレーション）の貨物線が上沼垂操車場から開業、その終着駅の山之下駅として開業[4]。
- 1928年（昭和3年）8月16日：新潟臨港駅に改称[5]。
- 1941年（昭和16年）
  - 7月24日：貨物線が大形駅まで延伸開業[6]。
  - 9月1日：国有化、省線の駅となり、東新潟港駅に改称[7]。
    - この時、大形駅までの貨物支線は国鉄に引き継がれず、手続上は廃止になった[5]。しかしその後も、昭和石油（現在の昭和シェル石油）が専用線として使用し続けた。
- 1954年（昭和29年）9月1日：小荷物（特別扱雑誌に限る）の取扱廃止[8]。
- 1958年（昭和33年）2月1日：営業範囲変更、車扱貨物⇒貨物[9]
- 1987年（昭和62年）4月1日：国鉄分割民営化によりJR貨物の駅となる[5]。
- 2002年（平成14年）6月1日：休止。

## 過去の利用状況
- 1972年度 - 車扱 下り到着220,316トン、上り発送972,098トン
- 1993年度 - 発送135,515トン、到着不明
- 1994年度 - 発送171,470トン、到着不明
- 1995年度 - 発送156,477トン、到着不明
- 1996年度 - 発送181,545トン、到着不明
- 1997年度 - 発送144,954トン、到着不明
- 1998年度 - 発送135,032トン、到着不明

## 1985年時の常備貨車
「昭和60年版私有貨車番号表」『トワイライトゾーンMANUAL13』ネコ・パブリッシング、2004年 による。
- 昭和シェル石油所有
  - タキ1500形（石油類（ガソリン除く）専用）2両
  - タキ3000形（ガソリン専用）9両
  - タキ42350形（ペンタン専用）2両
  - タキ25000形（LPガス専用最高使用圧力21.6kg/cm3 ）2両
- セントラル石油瓦斯所有
  - タキ25000形（LPガス専用最高使用圧力21.6kg/cm3 ）5両
- 日本石油輸送所有
  - タキ9800形（石油類（ガソリン除く）専用）10両
  - タキ10000形（石油類（ガソリン除く）専用）24両
  - タキ45000形（石油類（ガソリン除く）専用）24両
  - タキ3000形（ガソリン専用）8両
  - タキ9750形（ガソリン専用）5両
  - タキ9900形（ガソリン専用）23両
  - タキ35000形（ガソリン専用）47両
- 日本陸運産業所有
  - タキ3000形（ガソリン専用）9両
  - タキ9900形（ガソリン専用）16両
- 暦世鉱油所有
  - タサ2400形（石油類（ガソリン除く）専用）10両

## 駅周辺
- 出光興産新潟石油製品輸入基地（1998年4月まで昭和シェル石油新潟製油所）
- 新潟港臨港埠頭
- 新潟火力発電所

## 隣の駅
日本貨物鉄道（JR貨物）
信越本線貨物支線
焼島駅 - 東新潟港駅 - 大形駅（1941年廃止）